# Ivankivți, Derajnea
Ivankivți (în ucraineană Іванківці) este un sat în comuna Bojîkivți din raionul Derajnea, regiunea Hmelnîțkîi, Ucraina.

## Demografie
Componența lingvistică a localității Ivankivți
     Ucraineană (99,74%)
Conform recensământului din 2001, majoritatea populației localității Ivankivți era vorbitoare de ucraineană (99,74%), existând în minoritate și vorbitori de alte limbi.